# الاحتلال الألماني للاتفيا خلال الحرب العالمية الثانية
أتمَّت قوات الفيرماخت التابعة لألمانيا النازية احتلال لاتفيا في 10 يوليو 1941. أصبحت لاتفيا جزءًا من مفوضية الرايخ أوستلاند التابعة لألمانيا النازية - مقاطعة لاتفيا العامة (بالألمانية: Generalbezirk Lettland ). جرت تصفية كل شخص غير مقبول من الناحية العرقية أو معارض للاحتلال الألماني وأولئك ممّن تعاونوا مع الاتحاد السوفيتي، أو أًرسلوا إلى معسكرات الاعتقال، وذلك عملًا بالمخطط النازي جنرالبلان أوست الخطة الرئيسية للشرق، بالألمانية: (Generalplan Ost).:56

## الاضطهاد
مباشرة بعد تأسيس السلطة الألمانية في بداية يوليو 1941، بدأت عملية إبادة السكان اليهود والغجر، مع وقوع مجازر جماعية كبرى في رامبولا وأماكن أخرى. ارتُكِبت عمليات القتل من قبل كتيبة الإعدام أينزاتسغروبن أ (بالألمانية: Einsatzgruppe A) وقوات الفيرماخت. شارك أيضًا المتعاونون اللاتفيون، متضمنين 500-1500 عضو من فرقة آراس كوماندو (التي قتلت بمفردها نحو 26000 يهودي) وغيرهم من أعضاء لاتفيا من الشرطة الأمنية الألمانية.
قُتِل 30000 يهودي في خريف عام 1941 إلى جانب اعتقال معظم اليهود المتبقيين ووضعهم ضمن أحياء الغيتو (الأحياء اليهودية). في شهري نوفمبر وديسمبر 1941، أصبح حي ريغا غيتو (حي ريغا اليهودي) مكتظًا، وبهدف إفساح المجال أمام الوصول الوشيك لليهود الألمان، الذين كان يجري ترحيلهم خارج البلاد، نُقِل جميع اليهود المتبقيين في ريغا والبالغ عددهم 30000 إلى غابة رومبولا القريبة وأُعدموا هناك رميًا بالرصاص.
أُجبِر يهود ألمانيا والنمسا واليهود الحاليين في جمهورية التشيك، والموجودين حاليًا في حي ريغا اليهودي، على العمل مقابل حصص إعاشة مخفضة للغاية. شُيّد معسكر اعتقال كايزرفالد عام 1943 في حي ميزاباركس (باللاتفية: (Mežaparks على حدود ريغا، الذي ضمّ معظم السجناء من الحي اليهودي. داخل معسكر الاعتقال، أجبرت شركات ألمانية كبرى السجناء على العمل. قبل عودة القوات السوفيتية، أُطلقت النار على جميع اليهود ممن قلَّت أعمارهم عن 18 عامًا أو زادت عن 30 عامًا، مع نقل من تبقّى منهم إلى معسكر اعتقال شتوتثوف.
خلال سنوات الاحتلال النازي، أسفرت الحملات الخاصة عن مقتل 90000 شخص في لاتفيا، نحو 70000 منهم من اليهود و2000 من الغجر. أولئك الذين لم يكونوا من اليهود أو الغجر كانوا في الغالب من المدنيين ممّن كانت آراؤهم ونشاطاتهم السياسية غير مقبولة بالنسبة للمحتلين الألمان. أُعدِم المدنيون اليهود والغجر نتيجة «نظرية الأعراق» النازية حسبما ورد في الخطة النازية جنرالبلان أوست.

## المقاومة
كانت المقاومة في لاتفيا مشوشة للغاية، إذ ضمّت الأفراد المقاومين للاحتلال السوفيتي الذين أبدوا رغبتهم بالتعاون مع القوات الألمانية، ومؤيدي الاتحاد السوفيتي المقاومين للاحتلال الألماني، والقوميين الذين يقاومون كل من كان يحتل أو يحاول احتلال لاتفيا. غيّر بعض الأفراد موقفهم عندما بدأ الاتحاد السوفيتي بإلقاء القبض على الأفراد وترحيلهم، وكثيرون آخرون عندما بدأ الجنود النازيون بقتل اللاتفيين، وآخرون بعد عودة القوات السوفيتية. في نهاية المطاف، كانت هناك مجموعات شعرت بالاضطهاد، وهم اليهود بشكل رئيسي، الذين قاوموا أي شخص حاول قتلهم، بمن فيهم لاتفيين وألمان.
انتهى الأمر بالعديد من رجال المقاومة بالانضمام إلى الجيش الألماني والبعض الآخر إلى الجيش السوفيتي، كوسيلة للكفاح. تمكنت قلة قليلة منهم من العيش كعصابات مستقلة في الغابات.
عندما وصل الألمان إلى لاتفيا لأول مرة، وجدوا جماعات حرب عصابات معادية للسوفيت نشطة في مناطق كثيرة، لكن بدرجة متفاوتة، تَضَخّم بعضها بسبب المنشقين من الوحدات السوفيتية. اقتيدت المجموعة الأكبر والأكثر فعالية من قبل كارليس أبيراتس الذي ترقّى لرتبة عقيد كامل، شتاندارتن فوهرر (بالألمانية: Standartenführer)، في جناح فافن إس إس.
قاوم بعض اللاتفيين الاحتلال الألماني مقدمين أعمال شجاعة فردية، مثل جانيس ليبكي الذي خاطر بحياته لإنقاذ أكثر من 50 يهوديًا.
قُسِّمت حركة المقاومة اللاتفية بين الوحدات المؤيدة للاستقلال التابعة للمجلس المركزي اللاتفي والقوات الموالية للاتحاد السوفيتي تحت قيادة الأركان المركزية للحركة الحزبية في موسكو. كان قائد الحركة اللاتفية أرتورس سبرواغيس. نشر المجلس المركزي لاتفيا صحيفة «بريفا لاتفيا» الممنوعة من النشر (باللاتفية: Brīvā Latvija، أو لاتفيا الحرة). روّجت الصحيفة لفكرة تجديد الديمقراطية في لاتفيا بعد الحرب.
أسفرت مظاهرات المقاومة العلنية، مثل مظاهرة 15 مايو 1942 في ريغا، عن اعتقال القوميين الشباب، ومُنِع آخرون عندما اكتُشفت خططهم.:154
ازداد النشاط الحزبي بعد عملية فينترزاوبر «سحر الشتاء» (بالألمانية : Winterzauber ) التي نفّذها الألمان مدمرين 99 قرية في شرق لاتفيا، ورُحِّل 6000 قروي للعمل القسري، وقُتِل 3600 منهم في أوائل عام 1943. ومع ذلك، تركز نشاط كثير من الأحزاب على إجبار المدنيين على توفير الغذاء والمأوى للثوار بدلاً من قتال الألمان.:152
أرسل أنصار داعمون للسوفييت، وكثير منهم كانوا في الواقع جنودًا سوفييتين يعملون خلف خطوط العدو، رسائل إلى موسكو معلنين فيها ادعاءات جامحة بالنجاح ولا تشبه التقارير الألمانية، على سبيل المثال ادعاءات تزعم تدمير 364 قطارًا. هذه «التقارير» كانت تستخدم كبروباغندا إعلامية من قِبل السوفييت.:153
استمرت المقاومة بوتيرة متصاعدة بعد عودة الجيش الأحمر في يوليو 1944، مع مشاركة نحو 40000 لاتفي ونحو 10000 ناشط على مدى تلك الفترة.:324

## اللاتفيون في الجيش السوفييتي
جنّد الاتحاد السوفيتي في جيشه فِرقًا من الوحدات العسكرية المستقلة في لاتفيا، وكذلك اللاتفيين ممّن انتهى بهم المطاف في روسيا نتيجةً للحروب السابقة أو ممّن عاشوا هناك أصلاً. هرب العديد من الجنود اللاتفيين عندما هاجمت ألمانيا لاتفيا. واصل القليل منهم، وخاصة اليهود، الخدمة برضا مع القوات السوفيتية.
فيلق البندقية 130 المقلد بوسام سوفوروف: أُسِّس هذا التشكيل الوطني للجيش الأحمر، للمرة الثالثة، في 5 يونيو 1944، قبل وقت قصير من مهاجمة الجيش الأحمر للاتفيا. ضمّت قواته نحو 15000 رجل، وتكونت من ثلاث فِرق؛ الحرس 43، فرقة البندقية اللاتفية 308، وفرقة السوفيت. حاربت وحدات الفيلق ضد وحدات الفرقة 19 في لاتفيا. ضمّت الوحدة عددًا قليلًا من جنود لاتفيا، لكنها كانت مهمة لأهداف البروباغندا.

## اللاتفيون في الجيش الألماني
سعت ألمانيا النازية، لدى وصولها إلى لاتفيا، إلى تجنيد وحدات لاتفية للعمل عملًا بالمخطط النازي جنرالبلان أوست الذي هدف لتخفيض عدد سكان لاتفيا بنسبة 50%، حددوا موقع فيكتور آراس الذي كان يقود وحدة أصبحت سريعًا تعرف باسم آراس كوماندو. اكتسب سمعة سيئة بسبب تصرفاته ضد السكان اليهود، مثل إحراق كنس حي الريغا مع وجود أشخاص داخلها ومشاركته في مجزرة رومبولا، أعدمت كتيبته ذات الخمسمئة رجل ما يقدر بنحو 26000 يهودي وغجري وغيرهم ممّن اعتُبروا غير مرغوب بهم.
نشأت كتائب الشرطة اللاتفية المساعدة من المتطوعين، ودخلت الكتيبة الأولى المُرسلة إلى الجبهة في اشتباك عنيف في يونيو 1942، وأبلت بلاءً حسنًا. ومع ذلك أرادت لاتفيا إنشاء الفيلق اللاتفي تحت قيادة الضباط اللاتفيين، وعرضت إنشاء جيش من 100000 جندي. وافق هتلر في يناير عام 1943، بعد أن عانى من نقص في القوات. أزال هذا الحاجة إلى تجنيد الرجال اللاتفيين، الذي كان ليصبح عملاً غير قانوني. لذا تكونت فرقة وافين غرينادير إس إس 15 (اللواء اللاتفي الأول).
سُحِبت كتيبتان من الشرطة لتقاتلا بالقرب من لينينغراد مع الجنود الهولنديين والفلمنديين في مايو 1943، ومع تعزيزات من لاتفيا وتغيير الزي الرسمي تحولت إلى لواء متطوعي إس إس اللاتفي الثاني، والذي شكل جزءًا من اللواء الثاني مشاة إس إس. مُنح المقدَّم اللاتفي الأقدم فولديماريس فييس وسام الفارس الصليبي الحديدي في يناير 1944. وجرى توسيع اللواء ليصبح فرقة وافين غرينادير 19 التابع للقوات الخاصة (اللواء اللاتفي الثاني) في يناير 1944.